# Othelosoma simile
Othelosoma simile ist eine Art der Landplanarien in der Unterfamilie Microplaninae. Die Art wurde auf der Insel São Tomé gefunden.

## Merkmale
Ein konserviertes Individuum Othelosoma simile hat einen länglichen Körper, der eine Länge von 23 Millimetern und eine Breite von 2,3 Millimetern aufwies. Die Rückenfärbung ist schwärzlich. Entlang des Körpers verlaufen zwei helle, graue Längsbanden, die an der Mittellinie des Rückens durch einen schmalen dunkelgrünen Streifen getrennt sind. Das Vorderende zeigt eine blasse Orangefärbung. Die Bauchseite ist schmutzig-weiß gefärbt. Die Art hat eine schmale Kriechsohle, die zwischen einem Viertel und einem Drittel der Körperbreite ausmacht. Am Vorderende befinden sich zwei gut entwickelte Augen.
Der Kopulationsapparat weist eine kurze Penispapille mit rückenseitig verlagerten Samenleitern und Testikel, die bauchseitig liegen, auf. Die Bursa copulatrix hat eine Öffnung zum vaginalen Kanal und eine zum bursalen Kanal.

## Verbreitung
Othelosoma simile wurde in der Nähe des Monte Cafe im nördlichen Teil der Insel São Tomé, die zum Staat São Tomé und Príncipe gehört, gefunden.

## Etymologie
Das Artepitheton leitet sich vom lateinischen Wort similis (dt. gleich) ab, was darauf deutet, dass die äußeren Merkmale von Othelosoma simile der Art Othelosoma impensum sehr ähneln.